# Aurora (Ontario)
Pour les articles homonymes, voir Aurora.
Aurora est une riche municipalité ontarienne suburbaine située dans la municipalité régionale d'York, approximativement à 40 km au nord de Toronto. Au recensement de 2016, on y a dénombré une population de 55 445 habitants. Le maire actuel est Tom Mrakas.

## Situation
Elle se trouve sur la moraine de Oak Ridges, à l'intérieur de la région du Grand Toronto et du Golden Horseshoe.
La ville fait partie de la circonscription fédérale de Newmarket—Aurora. La circonscription est actuellement représentée par Belinda Stronach, membre du Parti libéral du Canada.

## Histoire

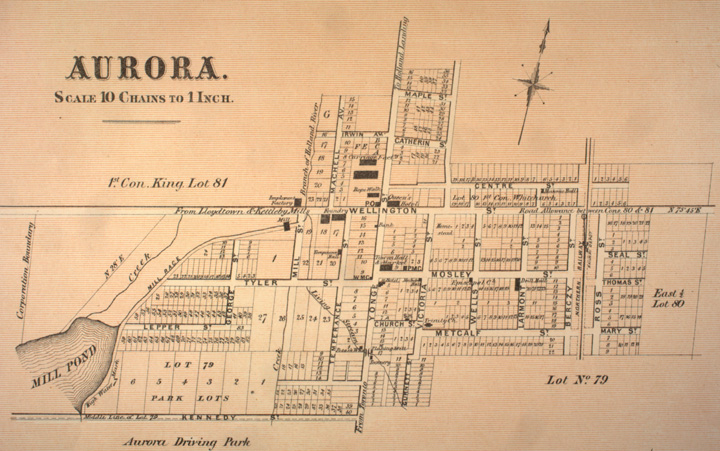
Aurora, 1878.

La ville a été originellement installée en 1854 lorsque la jonction de la rue Yonge et d'un nouveau chemin de fer en a fait un lieu idéal.

## Démographie
La population d'Aurora était de 47 629 habitants en 2006 et de 40 167 habitants en 2001. Cela correspond à une croissance démographique de 18,6 % en cinq ans. 36 855 personnes ont pour langue maternelle l'anglais, 660, le français, 105, l'anglais et le français et 9 415, une autre langue. 9,9 % de la population maîtrise les deux langues officielles du Canada. 22,3 % de la population est immigrante.
28 % de la population âgée de 15 ans et plus d'Aurora a un certificat, diplôme ou grade universitaire.
| 2001   | 2006   | 2011   | 2016   |
| ------ | ------ | ------ | ------ |
| 40 167 | 47 629 | 53 203 | 55 445 |

## Économie
La vente de rue annuelle la plus longue du monde (sur la rue Yonge de la rue Wellington au boulevard Allaura, environ 1,5 km)
Entreprises :
- Aurora Cable Internet
- Magna International

## Éducation
Le York Region District School Board a les écoles anglophones laïques publiques. Le (York Catholic District School Board (en) a les écoles anglophones catholiques publiques. Le Conseil scolaire Viamonde a les écoles francophones laïques publiques. Le Conseil scolaire de district catholique Centre-Sud a les écoles francophones catholiques publiques.
Aurora possède quatre écoles secondaires :
- Dr. D.W. Williams Secondary School
- Aurora High School
- Cardinal Carter Catholic High School (en)
- École secondaire catholique Renaissance (anciennement ÉSC Cardinal-Carter)

Il y a aussi le St. Andrew's College, une des écoles indépendantes pour garçons les plus prestigieuses au Canada.

## Personnalités
- Frank Stronach
- Belinda Stronach

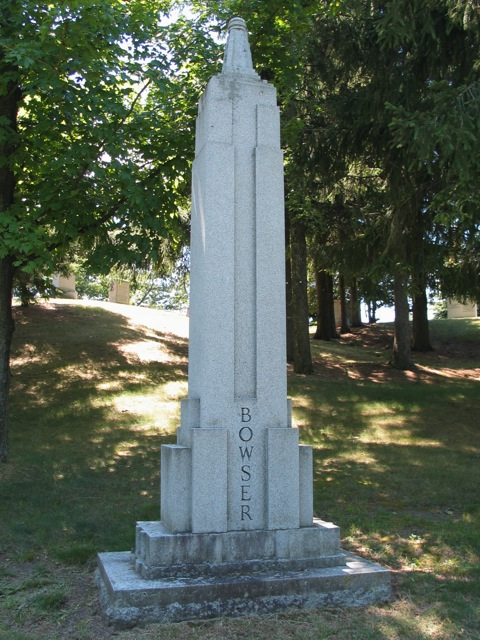
Pierre tombale de John W. Bowser dans le cimetière d'Aurora.

- John W. Bowser (1892-1956), entrepreneur en construction et superintendant impliqué dans la construction de l'Empire State Building est inhumé à Aurora et dont sa sépulture la représente.

## Sport
Au hockey junior, la ville est le domicile des Tigers d'Aurora.